# Решке Освальд Адольфович
Решке Освальд Адольфович (27 вересня 1882 — ?) — начальник штабу групи Дієвої армії УНР.

## Життєпис
Закінчив Київське військове училище у 1904 році. Брав участь у російсько-японській війні 1904-1905. Згодом закінчив Російську академію Генерального штабу.
Станом на 1 січня 1910 року — поручик 8-го Східно-Сибірського стрілецького полку (урочище Барабаш). Останнє звання у російській армії — підполковник.
Навесні 1919 року — начальник оперативного відділу штабу Східного фронту Дієвої армії УНР. З 26 липня 1919 — начальник штабу Київської групи Дієвої армії УНР.
Подальша доля невідома.